# Echipa națională de fotbal a Bulgariei
Echipa națională de fotbal a Bulgariei (bulgară Български национален отбор по футбол, transliterat: Balgarski natsionalen otbor po futbol) este selecționata de fotbal a Bulgariei și este coordonată de Federația Bulgară de Fotbal. Cea mai bună clasare a Bulgariei la un Campionatul Mondial de Fotbal a fost în 1994 când s-a clasat pe locul 4.

## Palmares
- Campionatul Mondial de Fotbal
  - Locul al patrulea (1) :1994

| Țară(i) gazdă / An | Rundă            | Poziția          | MJ               | C                | E*               | P                | GM               | GP               |
| ------------------ | ---------------- | ---------------- | ---------------- | ---------------- | ---------------- | ---------------- | ---------------- | ---------------- |
| 1930 - 1938        | Nu a participat  | Nu a participat  | Nu a participat  | Nu a participat  | Nu a participat  | Nu a participat  | Nu a participat  | Nu a participat  |
| 1962               | Prima fază       | 15               | 3                | 0                | 1                | 2                | 1                | 7                |
| 1966               | Prima fază       | 15               | 3                | 0                | 0                | 3                | 1                | 8                |
| 1970               | Prima fază       | 13               | 3                | 0                | 1                | 2                | 5                | 9                |
| 1974               | Prima fază       | 12               | 3                | 0                | 2                | 1                | 2                | 5                |
| 1978 - 1982        | Prima Fază       |                  |                  |                  |                  |                  |                  |                  |
| 1986               | Optimi           | 15               | 4                | 0                | 2                | 2                | 2                | 6                |
| 1990               | Nu s-a calificat | Nu s-a calificat | Nu s-a calificat | Nu s-a calificat | Nu s-a calificat | Nu s-a calificat | Nu s-a calificat | Nu s-a calificat |
| 1994               | Finala Mică      | 4                | 7                | 3                | 1                | 3                | 10               | 11               |
| 1998               | Faza Grupelor    | 29               | 3                | 0                | 1                | 2                | 1                | 7                |
| 2002 - 2014        | Nu s-a calificat | Nu s-a calificat | Nu s-a calificat | Nu s-a calificat | Nu s-a calificat | Nu s-a calificat | Nu s-a calificat | Nu s-a calificat |
| Total              | 7/20             |                  | 26               | 3                | 8                | 15               | 22               | 53               |

- Campionatul European de Fotbal
  - Sferturi (1):1968

| Anul        | Runda            | Poziția          | MJ               | V                | E*               | Î                | GM               | GP               |                  |
| ----------- | ---------------- | ---------------- | ---------------- | ---------------- | ---------------- | ---------------- | ---------------- | ---------------- | ---------------- |
| 1960 - 1992 | Nu s-a calificat | Nu s-a calificat | Nu s-a calificat | Nu s-a calificat | Nu s-a calificat | Nu s-a calificat | Nu s-a calificat | Nu s-a calificat | Nu s-a calificat |
| 1996        | Faza Grupelor    | 11               | 3                | 1                | 1                | 1                | 3                | 4                |                  |
| 2000        | Nu s-a calificat | Nu s-a calificat | Nu s-a calificat | Nu s-a calificat | Nu s-a calificat | Nu s-a calificat | Nu s-a calificat | Nu s-a calificat | Nu s-a calificat |
| 2004        | Faza Grupelor    | 16               | 3                | 0                | 0                | 3                | 1                | 9                |                  |
| 2008 - 2012 | Nu s-a calificat | Nu s-a calificat | Nu s-a calificat | Nu s-a calificat | Nu s-a calificat | Nu s-a calificat | Nu s-a calificat | Nu s-a calificat | Nu s-a calificat |
| 2016        | Se va afla       | Se va afla       | Se va afla       | Se va afla       | Se va afla       | Se va afla       | Se va afla       | Se va afla       | Se va afla       |
| Total       | 2/14             |                  | 6                | 1                | 1                | 4                | 4                | 13               |                  |

- Jocurile Olimpice
  -  Locul al doilea (1): 1968
  -  Locul al treilea (1): 1956
- Cupa Balcanilor
  -  Câștigători (3): 1931, 1932, 1973/76
  -  Locul al doilea (2): 1935, 1936
  -  Locul al treilea (1): 1933

## Cele mai multe apariții

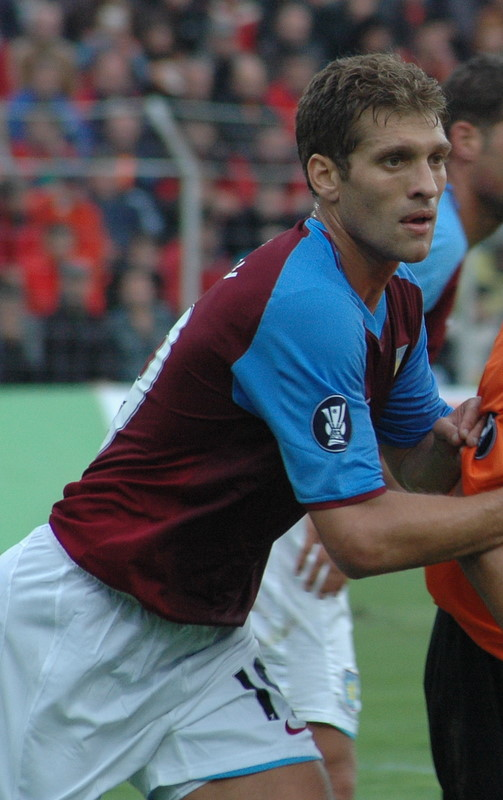
Stiliyan Petrov is Bulgaria's most capped player with 105 appearances

| #  | Nume              | Carieră   | Selecții | Goluri | Media |
| -- | ----------------- | --------- | -------- | ------ | ----- |
| 1  | Stilian Petrov    | 1998–2013 | 105      | 8      | 0.08  |
| 2  | Borislav Mihailov | 1983–1998 | 102      | 0      | 0.00  |
| 3  | Hristo Bonev      | 1967–1979 | 96       | 48     | 0.49  |
| 4  | Krasimir Balakov  | 1988–2003 | 92       | 16     | 0.17  |
| 5  | Dimitar Penev     | 1965–1974 | 90       | 2      | 0.02  |
| 5  | Martin Petrov     | 1999–2011 | 90       | 19     | 0.21  |
| 5  | Ivelin Petrov     | 2007–2019 | 90       | 16     | 0.17  |
| 8  | Radostin Kișișev  | 1996–2009 | 83       | 1      | 0.01  |
| 8  | Hristo Stoicikov  | 1986–1999 | 83       | 37     | 0.45  |
| 10 | Nasko Sirakov     | 1983–1996 | 81       | 23     | 0.28  |

## Cele mai multe goluri

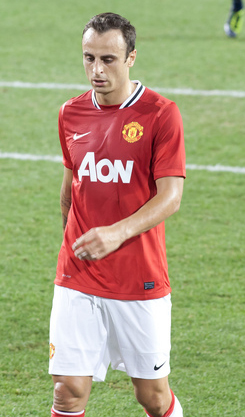
Dimitar Berbatov este golgheterul all-time al Bulgariei cu 48 de goluri.

| #  | Nume              | Carieră   | Goluri | Selecții | Media |
| -- | ----------------- | --------- | ------ | -------- | ----- |
| 1  | Dimitar Berbatov  | 1999–2010 | 48     | 78       | 0.60  |
| 2  | Hristo Bonev      | 1967–1979 | 48     | 96       | 0.49  |
| 3  | Hristo Stoicikov  | 1987–1999 | 37     | 83       | 0.45  |
| 4  | Emil Kostadinov   | 1988–1998 | 26     | 70       | 0.37  |
| 5  | Petar Jekov       | 1963–1972 | 25     | 44       | 0.57  |
| 6  | Ivan Kolev        | 1950–1963 | 25     | 75       | 0.33  |
| 7  | Atanas Mihailov   | 1970–1981 | 23     | 45       | 0.51  |
| 8  | Nasko Sirakov     | 1983–1996 | 23     | 82       | 0.28  |
| 9  | Dimitar Milanov   | 1948–1959 | 20     | 39       | 0.51  |
| 10 | Georgi Asparuhov  | 1962–1970 | 19     | 50       | 0.38  |
| 11 | Dinko Dermendjiev | 1966–1977 | 19     | 58       | 0.33  |
| 12 | Martin Petrov     | 1999–2013 | 19     | 89       | 0.21  |

## Antrenori
- Pavel Grozdanov 1927–1930
- Pavel Grozdanov 1932–1934
- Károly Fogl 1934–1935
- Stanislav Toms 1937–1938
- Stefan Bojkov 1967–1970
- Vasil Spasov 1970–1972
- Hristo Mladenov 1972–1974
- Atanas Purzhelov 1980–1982
- Ivan Vuțov 1982–1986
- Hristo Mladenov 1986–1987
- Boris Angelov 1988–1989
- Ivan Vuțov 1989–1991
- Krasimir Borisov 1991
- Dimitar Penev 1991–1996
- Hristo Bonev 1996–1998
- Dimitar Dimitrov 1998–2000
- Stoicio Mladenov 2000–2002
- Plamen Markov 2002–2004
- Hristo Stoicikov 2004–2007
- Stanimir Stoilov 2007
- Dimitar Penev 2007
- Plamen Markov 2008
- Stanimir Stoilov 2009–2010
- Lothar Matthaus 2010–2011
- Michail Madanski 2011
- Liuboslav Penev 2011–2014
- Ivailo Petev 2015–2016
- Petar Hubcev 2016–2019
- Krasimir Balakov 2019
- Gheorghi Dermendjiev 2019–2020
- Iasen Petrov 2021–2022
- Gheorghi Ivanov 2022
- Mladen Krstajić 2022–2023
- Ilian Iliev 2023–